# Giuseppe Barale
Giuseppe Barale (fl. XX secolo) è stato un calciatore italiano, di ruolo difensore.

## Carriera
Con il Pastore Torino disputa 5 gare nel campionato di Prima Divisione 1922-1923.